# Iarke Pole (Iarke Pole), Djankoi
Iarke Pole (în ucraineană Ярке Поле) este localitatea de reședință a comunei Iarke Pole din raionul Djankoi, Republica Autonomă Crimeea, Ucraina.

## Demografie
Componența lingvistică a localității Iarke Pole
     Rusă (51,32%)
     Tătară crimeeană (24,05%)
     Ucraineană (23,17%)
     Alte limbi (0,78%)
Conform recensământului din 2001, majoritatea populației localității Iarke Pole era vorbitoare de rusă (51,32%), existând în minoritate și vorbitori de tătară crimeeană (24,05%) și ucraineană (23,17%).